# Ajigasawa
Ajigasawa (鰺ヶ沢町; Ajigasawa-machi) és un poble del Japó situat a la prefectura d'Aomori.